# Redondance (linguistique)
Pour les articles homonymes, voir Redondance.
En linguistique, le terme redondance dénomme la présence d'une information plus d'une fois dans un même énoncé. Une telle information est donnée par une entité linguistique (par exemple un morphème ou un lexème) ou un trait d'une telle entité, par exemple celui d'un phonème. Une telle entité ou un tel trait est qualifié(e) de redondant(e) si sa présence n'est pas nécessaire pour que l'information soit claire, c'est-à-dire, au sens linguistique, pour identifier une catégorie grammaticale ou une entité linguistique.
Le terme redondance a été pris à la théorie de l'information. Dans la transmission d'un message, il intervient toujours divers facteurs qui la perturbent, appelés avec le terme général de bruits. De plus, le code par lequel on transmet le message a ses contraintes inhérentes : un nombre limité de signaux et des règles qui restreignent les possibilités de combinaison des signaux dont dispose le code. C'est pourquoi le message subit des pertes d'information, qu'on peut compenser par la répétition de certains signaux. C'est l'existence de tels signaux dans un message qui constitue la redondance dans la transmission de l'information.
Du point de vue de la transmission de l'information, le langage naturel aussi est un code, un système de signes constitués par les entités linguistiques. La communication par la langue peut elle aussi être perturbée par des facteurs comme le bruit proprement-dit, des défauts d'articulation du locuteur ou d'audition de son destinataire, etc. Elle peut également être entravée par les nombreuses limitations du code linguistique : la fréquence inégale des phonèmes et des morphèmes, des restrictions dans les séquences de phonèmes et de morphèmes, des restrictions sémantiques concernant la plausibilité des énoncés. C'est pourquoi la redondance est parfois nécessaire dans l'utilisation de la langue aussi.
La redondance est l'une des tendances générale de la langue, bien qu'elle se manifeste différemment en fonction des langues, certaines étant particulièrement sensibles à l'égard de certaines catégories grammaticales, qu'elles marquent d'une manière plus redondante que d'autres langues. Il y a aussi une tendance générale contraire, celle à l'économie, à l'évitement de la redondance dans certains cas, qui sont eux aussi différents d'une langue à l'autre. Par exemple, dans les langues où le sujet est clairement exprimé par les désinences personnelles du verbe, comme en italien, en espagnol, etc., on évite son expression par un mot à part s'il ne doit pas être mis en relief.
Il y a des différences quantitatives concernant la redondance entre l'aspect oral et l'aspect écrit de la langue. En général, la communication orale a un degré plus grand de redondance, alors que l'écriture réduit la nécessité de la redondance,. Cependant, dans des langues dont l'orthographe est dominé par les principes historique et étymologique, comme le français, l'aspect écrit d'un énoncé peut présenter un degré plus grand de redondance que son aspect oral.
La redondance est présente dans tous les domaines de la langue. Elle est parfois imposée par ses règles, même si le message est clair sans redondance. Par exemple, au niveau grammatical, une phrase comme (en) The bird flies présente de la redondance dans l'expression du nombre singulier du sujet, marqué sur le prédicat aussi, par son accord avec le sujet, bien que, en théorie, il serait possible de dire *the bird fly, le nombre étant tout aussi clairement exprimé ainsi,.

## Redondances dans divers domaines de la langue

### Dans le système phonologique
Deux phonèmes, comme /p/ et /b/ s'opposent, par exemple en anglais, comme dans la paire minimale des mots pin « épingle » vs bin « boîte », par trois paires de traits. L'une est la qualité de consonne sourde de /p/, respectivement celle de consonne voisée de /b/, une autre est la prononciation avec tension musculaire de /p/, respectivement sans tension, lâche, de /b/, et la troisième, le caractère aspiré de /p/, respectivement celui non aspiré de /b/. De ces oppositions, une seule est nécessaire pour les distinguer en tant que phonèmes. On a établi que c'est celle de voisement et que, par rapport à celle-ci, les deux autres oppositions sont redondantes. Toutefois, dans certaines situations, une autre opposition peut être moins redondante, par exemple celle de tension en position finale de /p/ et de /b/, comme dans les mots rip « déchirer » vs rib « côte », ou dans des contextes situationnels où le locuteur doit utiliser tous les traits disponibles pour pouvoir se faire comprendre. S'il n'y avait pas de redondance phonologique, c'est-à-dire si les phonèmes ne s'opposaient que par un seul trait, il se produirait des confusions dans certaines situations.

### Dans le système grammatical
Dans ce système aussi il y a redondance dans chaque langue, sous forme de morphèmes redondants. Les langues diffèrent, entre autres, par le degré de redondance avec lequel elles marquent un même trait grammatical.
Dans les langues romanes, par exemple, on marque de façon plus ou moins redondante, en fonction de la langue, le genre et le nombre (en roumain le cas grammatical aussi) du nom, non seulement par les morphèmes qui y sont ajoutés, mais aussi, dans les combinaisons syntaxiques, par les morphèmes des déterminants accordés avec lui. Le nombre du sujet est marqué par le prédicat aussi, dont certaines formes composées marquent le genre également. Exemples :
- (it) una ragazza italiana vs due ragazze italiane « une fille italienne » vs « deux filles italiennes » – le genre et le nombre marqués par le suffixe de pluriel du nom et de l'épithète, ainsi que par la forme du numéral[10] ;
- (es) un chico alto « un garçon grand » – le genre et le nombre marqués par la forme de l'article indéfini et le suffixe du nom et de l'épithète ; La casa está limpia « La maison est propre » – le genre et le nombre marqués en plus par le suffixe de féminin de l'attribut, et le nombre marqué en plus par la désinence de la copule[11] ;
- (ro) o actriță talentată « une actrice talentueuse » (nominatif-accusatif singulier) vs unei actrițe talentate « d'une/à une actrice talentueuse » (génitif-datif singulier) – le genre, le nombre et le cas marqués par la désinence du nom et de l'épithète, et par la forme de l'article indéfini[12].

En français, la redondance de l'expression du genre et du nombre est plus réduite dans la langue parlée que dans son aspect écrit, à cause de l'orthographe qui conserve des lettres correspondant à des sons prononcés en ancien français, qui ne le sont plus en français moderne. Par exemple, dans la phrase Les enfants sont gais, le pluriel du sujet a quatre marques à l'écrit, le suffixe de pluriel du sujet et de l'attribut, la forme de l'article défini et la forme de la copule. En revanche, dans la prononciation ([lezɑ̃fɑ̃ sɔ̃ gɛ]), seules deux marques du pluriel sont présentes, la prononciation de l'article et de la copule.
Dans une langue d'une autre famille, le hongrois, la redondance est plus réduite dans de telles constructions, car l'adjectif s'accorde en nombre en tant qu'attribut (a zongora fehér « le piano est blanc » → a zongorák fehérek « les pianos sont blancs »), mais il ne s'accorde pas en tant qu'épithète (a fehér zongora « le piano blanc » → a fehér zongorák « les pianos blancs »), et le genre grammatical n'est pas du tout exprimé,.
Dans une autre langue, l'anglais, la redondance est encore plus réduite dans l'expression du nombre, et aussi du genre, par rapport aux langues romanes, puisque l'adjectif épithète et l'adjectif attribut ne s'accordent ni dans la parole ni dans l'écriture, ex. a small bottle « une petite bouteille » → small bottles « de petites bouteilles » , The window is broken « La vitre est cassée » → The windows are broken « Les vitres sont cassées ».
Un exemple de sensibilité particulière d'une langue à l'égard d'un trait grammatical est celle du roumain à l'égard de la détermination définie. En effet, cette langue a développé, à côté de l'article défini, de l'adjectif possessif et de l'adjectif démonstratif qui ont la fonction de l'exprimer, deux autres articles qui la marquent également. Par exemple, dans la phrase L-am văzut pe elevul cel nou al profesorului « J'ai vu le nouvel élève du professeur », la détermination définie du complément d'objet direct est marquée par l'article défini -l, l'article démonstratif cel et l'article possessif al. L'adjectif possessif est postposé et suit le nom avec article défini, alors qu'en français, le possessif remplace l'article, ex. rochia mea « ma robe ». L'adjectif démonstratif peut être antéposé ou postposé. Dans ce dernier cas, le nom doit être déterminé par l'article défini aussi: copilul acesta « cet enfant-ci », copilul acela « cet enfant-là ».

#### Autres redondances grammaticales en français
En français il y a des redondances grammaticales habituelles comme :
- anticipation du sujet logique (réel) de la phrase par il impersonnel (le sujet grammatical) : Il est tombé une averse ;
- reprise du sujet nom par le pronom personnel qui lui correspond, surtout dans la phrase interrogative : Votre père reviendra-t-il lundi ? ;
- reprise (anaphore) ou anticipation (cataphore) du sujet ou de la proposition subordonnée sujet par un pronom démonstratif de valeur neutre :

Partir, c'est mourir un peu ;
Soixante ans, cela compte ! ;
C'est un plaisir de vous rencontrer ici ;
C'est dommage que vous vous soyez trompé.
D'autres redondances sont expressives. Les plus fréquentes sont la reprise ou l'anticipation par un pronom personnel ou démonstratif, de divers termes de la phrase, pour les mettre en relief :
- sujet :

Il avait beaucoup changé, Camus (Jean-Paul Sartre) ;
Ça ne va pas, la tête ? ;
- attribut : Libre, je ne le suis à peu près jamais (Marcel Proust) ;
- compléments du verbe :

Bien sûr, cela vous a fait plaisir de le boire, ce café au lait (Michel Butor) ;
Des yeux de statue, on en avait vu par milliers (Pierre Loti) ;
Ce manuel d'évasion, de délivrance, il est d'usage qu'on m'y enferme (André Gide) ;
L'espérance est la volonté des faibles. Elle aussi, comme l'éloquence, il faudrait lui tordre le cou (Henri de Montherlant).

### Redondance lexicale
Dans ce domaine, l'un des types de redondance est la répétition, par exemple celle appelée épizeuxe, qui est une figure de style d'intensification, utilisée aussi bien dans la parole habituelle que dans des œuvres littéraire. Exemples :
- (fr) Le mensonge est partout, partout ! (les frères Goncourt)[21] ;
- (ro) Mircea însuși mână 'n luptă vijelia-ngrozitoare / Care vine, vine, vine, calcă totul în picioare littéralement « Mircea même mène au combat l'horrible tempête / Qui vient, vient, vient, foulant tout aux pieds » (Mihai Eminescu)[22] ;
- (hu) csontig, velőig fekete, / fekete, / fekete, fekete, fekete. / Fekete ég és fekete tenger litt. « noir jusqu'aux os, jusqu'à la moëlle, / noir, / noir, noir, noir. / Ciel noir et mer noire » (Mihály Babits)[23].

Le pléonasme est un autre type de redondance lexicale. Conformément à l'une de ses définitions, c'est la même idée exprimée par des termes dont la fonction grammaticale est différente, autrement dit, c'est l'utilisation de deux ou plus de deux signifiants pour exprimer le même signifié. Il peut s'agir de l'association de synonymes ou de l'utilisation d'un syntagme composé le plus souvent de deux termes, dans lequel un terme suffisant tout seul pour exprimer l'information inclut le sens de l'autre, qui est, par conséquent, superflu.
Il y a plusieurs catégories de pléonasmes du point de vue de leur acceptation.
Le pléonasme n'est en général pas admis s'il n'ajoute rien par rapport à l'expression d'une information avec un seul signifiant, étant commis par ignorance, négligence ou précipitation. Tels sont un petit nain, reculer en arrière, sortir dehors, une adjonction d'eau supplémentaire. Toutefois, certains pléonasmes de la parole habituelle ajoutent l'expression de l'intensité à l'expression de l'information par un seul signifiant. Ils sont généraux et acceptés, comme sûr et certain, être tout feu tout flamme, à tous et à chacun, Je l'ai vu de mes propres yeux. Ce dernier pléonasme est présent dans plusieurs langues, étant attesté dès l'Antiquité :
(la) ego oculis meis vidi (Virgile) « j'ai vu de mes yeux » ;
(en) I saw it myself, with my own eyes « Je l'ai vu moi-même, de mes propres yeux » ;
(ro) Am văzut cu ochii mei « Je l'ai vu de mes yeux » ;
(hu) Látjátok, feleim, szemetekkel, mik vagyunk « Vous voyez, mes semblables, de vos yeux, ce que nous sommes ».
D'autres pléonasmes acceptés sont utilisés volontairement dans la littérature et les médias, en tant que figures de style, par exemple l'épithète pléonastique : L'onde humide (Victor Hugo), L'azur bleu (Stéphane Mallarmé).